# PokerTracker
PokerTracker Software, LLC é uma empresa de software [en] para ferramentas de pôquer [en] que desenvolve a linha PokerTracker de softwares de rastreamento e análise de pôquer. O software PokerTracker importa e analisa os históricos gerados pelos sites de pôquer durante partidas online, armazenando as estatísticas e informações sobre o jogo histórico em uma biblioteca de banco de dados local para autoanálise e análise de adversários em tempo real usando um monitor de alertas em tempo real.
O software permite que o usuário monitore o lucro ou prejuízo de cada sessão de pôquer, mãos jogadas, tempo de jogo e estilo de mesa. Ele calcula e exibe gráficos de estatísticas como mãos por hora, ganhos por mão, ganhos por hora, lucro e prejuízo acumulados, e lucro e prejuízo por jogo individual em várias moedas.

## Produtos
A PokerTracker Software, LLC produz softwares de análise de pôquer. Exemplos incluem PokerTracker Holdem v2, PokerTracker Omaha v2, PokerTracker 3 Hold'em (PT3) para Texas Hold 'em, PokerTracker 3 Omaha (PTO) para Omaha Hold 'em, PokerTracker Stud para pôquer aberto, e TableTracker. A empresa anteriormente desenvolveu o PokerAce Head-Up Display, também conhecido como PokerAce HUD ou simplesmente PAHUD, que fornece informações em tempo real para jogos de pôquer online ao vivo; a funcionalidade desse aplicativo, antes separado, foi eventualmente incorporada ao PokerTracker 3. Coletivamente, os softwares da empresa foram descritos como "entre os programas mais completos da indústria do pôquer online" pelo PokerSoftware.com. Posteriormente, a empresa desenvolveu o PokerTracker 4 em 2012 e 2013, que é seu desenvolvimento de software mais recente.

### PokerTracker 3
Em setembro de 2009, a empresa anunciou que, a partir de 31 de março de 2010, o PokerTracker Holdem v2 não seria mais suportado. A decisão foi tomada porque o PokerTracker 3 havia sido lançado em 15 de maio de 2008, quase dois anos antes da data de fim de suporte. A empresa considerou que descontinuar o suporte ao v2 liberaria recursos para melhorar o PT3 e oferecer um atendimento ao cliente excepcional. Da mesma forma, em 31 de dezembro de 2010, o PokerTracker Omaha v2 também deixou de ser suportado, pois suas funcionalidades foram completamente integradas à linha de produtos PokerTracker 3.
O PokerTracker 3 suporta pôquer online das seguintes redes e/ou sites: 888poker, Bodog, Boss Media [en], Cake Network [en], Cereus Poker Network [en], Entraction Poker, Everest Poker, Full Tilt Poker, iPoker [en], Microgaming [en], Merge Gaming Network, OnGame, partypoker [en], PokerStars e Winamax [en]. O PokerTracker está disponível nativamente para computadores baseados em Microsoft Windows e Mac OS X.
O PokerTracker 3 compete com vários programas semelhantes. Segundo o Total Gambler, seus concorrentes mais notáveis são o Hold’em Manager e o PokerOffice, enquanto o Pokersoftware.com considera apenas o Hold’em Manager como um concorrente sério.

### PokerTracker 4
O PokerTracker 4 é um software de rastreamento de pôquer projetado para diversos tipos de pôquer online: jogos de cash No-Limit, Limit ou Pot-Limit, Sit N’ Go e torneios multimesas para jogadores de Texas Holdem e Omaha. É compatível com quase todos os softwares e interfaces de sites de pôquer online. O PokerTracker 4 começou a ser testado publicamente em versão beta em março de 2012. Em agosto de 2012, a empresa lançou comercialmente uma versão para Microsoft Windows do PokerTracker 4. Em janeiro de 2013, com o lançamento da versão 4.05.10 do PokerTracker, a empresa iniciou testes alfa de uma versão para Apple OS X. O PokerTracker 4 foi desenvolvido do zero, em vez de ser uma refinação do PokerTracker 3 ou versões anteriores.

## Recursos dosoftware
Na maioria dos sites de pôquer online, os jogadores podem configurar o software cliente para criar um arquivo de texto armazenado localmente que registra o histórico, conforme mostrado no exemplo 'Sample Hand History'. Esses históricos resumem os detalhes da mão em um formato que pode ser analisado por softwares. O PokerTracker lê esses arquivos e extrai as informações relevantes, convertendo-as em um banco de dados para revisão posterior ou análise estatística. O software é capaz de combinar detalhes de históricos de várias contas em diferentes serviços de pôquer online, permitindo que o usuário agregue seus dados. Resumos estatísticos podem ser consolidados de diferentes sites de pôquer, independentemente de o nome de tela do usuário ser o mesmo em cada site.
O PokerTracker pode analisar jogos em que os jogadores jogam por dinheiro em cada mão, torneios em que os jogadores competem por prêmios fixos após o número prescrito de competidores se juntar, e torneios multimesas em que os jogadores competem por prêmios de torneio com base no número total de inscrições no horário de início agendado. As estatísticas podem ser rastreadas por posição, sessão, torneio, melhores e piores mãos, e resultados das mãos. Isso ajuda o usuário a analisar estatísticas com base na mão inicial ou final. O software também permite ao usuário revisitar qualquer mão específica.
Os gráficos de probabilidade do PokerTracker, assim como as estatísticas históricas das mãos jogadas pelo usuário e seus adversários, permitem analisar possibilidades estatísticas condicionais e valores de apostas ideais. As situações analisadas dependem das características de jogo dos adversários e da posição do jogador em relação ao dealer. Gráficos podem ser gerados para uma única sessão ou para qualquer parte do histórico de jogo. Uma das maiores melhorias do PokerTracker 3 em relação ao PT2 é sua total personalização, permitindo que todas as estatísticas e relatórios sejam adaptados ao usuário individual. O The Guardian afirma que a maioria dos jogadores sérios usa o PokerTracker durante o jogo online para calcular constantemente ótimos situacionais.
O PokerTracker 3 é conhecido por seu monitor de alertas integrado, uma apresentação de dados em sobreposição de vídeo transparente que torna as estatísticas e anotações prontamente disponíveis durante o jogo. O monitor de alertas permite que o jogador de pôquer online concentre sua atenção na mesa de pôquer em que está jogando, em vez de no aplicativo PokerTracker. O monitor de alertas oferece uma ampla gama de estatísticas em tempo real para análise durante o jogo, personalizáveis conforme a preferência do usuário. Além das estatísticas disponíveis constantemente durante o jogo na janela de pôquer, estatísticas detalhadas estão disponíveis em uma janela pop-up, acessível com um único clique do mouse. Marbella Slim, do Daily Star, usou a visão do personagem Exterminador do Futuro de Arnold Schwarzenegger em uma analogia com o HUD: "Em algumas cenas, você vê o que o robô Exterminador está vendo, com todos esses fluxos de dados diante de sua visão - é um HUD ou visor frontal." Diferentemente de outros produtos de rastreamento de pôquer, o PokerTracker 3 inclui um HUD como parte do programa básico. O HUD do PT3, que automaticamente sobrepõe as estatísticas dos adversários ao lado de seus avatares, é essencialmente uma versão embutida do anteriormente disponível PokerAce HUD.
O PokerTracker 3 também oferece um serviço baseado em assinatura mensal chamado TableTracker. O TableTracker é um serviço integrado que identifica automaticamente mesas com competidores adequados ao estilo de jogo do usuário. Os servidores do PokerTracker monitoram constantemente quais jogadores estão jogando e em quais mesas em vários sites de pôquer principais, permitindo que o TableTracker encontre os jogadores mais fracos em vários sites de pôquer online. O usuário pode pesquisar com base no sistema de pontuação integrado do software ou em qualquer outra estatística de sua escolha.

## Uso e legalidade
Jogadores profissionais sérios e amadores casuais podem se beneficiar do software de rastreamento de pôquer, e revistas de pôquer como Card Player [en] frequentemente destacam a utilidade do software de rastreamento. O Total Gambler afirma que, além de experiência e habilidade, a outra necessidade para um jogador se tornar profissional é um bom pacote de software, como o PokerTracker.
Vários sites descrevem o PokerTracker como o software de rastreamento de pôquer mais popular ou líder mundial. Por exemplo, o Pokersource.com o descreve como "o software de rastreamento e análise de pôquer mais popular disponível" e o partypoker o caracteriza como "o software de rastreamento de pôquer original e maior". O PokerSoftware.com diz que "o PokerTracker tem sido o padrão da indústria ... por anos". O Total Gambler afirma que, por mais de dois anos, o PokerTracker 2 foi a "força proeminente no rastreamento de pôquer online", mas, na época de sua revisão de dezembro de 2008, fala dessa liderança no passado, observando que o PT3 ainda não havia sido "totalmente lançado" durante os testes.
As principais salas de pôquer online proíbem o uso de softwares que conferem ao jogador uma "vantagem injusta". Isso geralmente inclui softwares que permitem aos jogadores compartilhar suas cartas fechadas com outros jogadores durante o jogo ao vivo e softwares que automatizam a tomada de decisões. Como o software PokerTracker não se enquadra em nenhuma dessas categorias, ele é geralmente permitido na maioria dos sites, incluindo o líder da indústria, PokerStars.com. Apesar da legalidade, alguns jogadores sentem que o uso do PokerTracker retira a diversão do jogo; por exemplo, Victoria Coren Mitchell, do The Guardian, comenta: "há apenas uma desvantagem [em usar o PokerTracker]. Cadê a maldita diversão nisso?"